# Berckmanskampen
Der Berckmanskampen (norwegisch) ist ein 2052 m hoher Berg im ostantarktischen Königin-Maud-Land. Im nördlichen Teil des Gebirges Sør Rondane ragt er an der Nordflanke des Mefjellbreen auf.
Wissenschaftler des Norwegischen Polarinstituts benannten ihn 1973. Der weitere Benennungshintergrund ist nicht hinterlegt.